# Lại Thế Nguyên
Lại Thế Nguyên (sinh ngày 22 tháng 6 năm 1970) là chính trị gia nước Cộng hòa xã hội chủ nghĩa Việt Nam. Ông hiện là Phó Bí thư Thường trực Tỉnh ủy Thanh Hóa, Đại biểu Quốc hội khóa XV từ Thanh Hóa, Ủy viên Ủy ban Tài chính – Ngân sách của Quốc hội, Trưởng Đoàn Đại biểu Quốc hội tỉnh Thanh Hóa, Chủ tịch Hội đồng nhân dân tỉnh Thanh Hóa nhiệm kỳ 2021-2026. Ông từng giữ hai chức vụ lãnh đạo cấp cao của Tỉnh ủy Thanh Hóa là Trưởng Ban Tổ chức và Trưởng Ban Tuyên giáo.
Lại Thế Nguyên là đảng viên Đảng Cộng sản Việt Nam, Cử nhân Luật Kinh tế, Cử nhân Lý luận chính trị, Thạc sĩ Luật học. Ông có sự nghiệp hơn 30 năm đều công tác ở quê nhà Thanh Hóa.

## Xuất thân và giáo dục
Lại Thế Nguyên sinh ngày 22 tháng 6 năm 1970 tại xã Nga Trường, huyện Nga Sơn, tỉnh Thanh Hóa. Ông lớn lên và tốt nghiệp phổ thông ở Nga Sơn, thi đỗ đại học năm 1988, lên thủ đô Hà Nội nhập học Trường Đại học Pháp lý Hà Nội, nay là Trường Đại học Luật Hà Nội, tốt nghiệp Cử nhân chuyên ngành Luật Kinh tế vào năm 1992, học cao học và có bằng Thạc sĩ Luật học. Ông được kết nạp Đảng Cộng sản Việt Nam vào ngày 28 tháng 12 năm 1993, trở thành đảng viên chính thức sau đó 1 năm. Tháng 9 năm 2001, ông theo học khóa chính trị tại Học viện Chính trị Quốc gia Hồ Chí Minh, tốt nghiệp Cử nhân Lý luận chính trị vào tháng 6 năm 2003. Hiện ông thường trú ở phường Đông Hương, thành phố Thanh Hóa.

## Sự nghiệp

### Các giai đoạn
Tháng 2 năm 1992, sau khi tốt nghiệp trường Luật Hà Nội, Lại Thế Nguyên trở về quê nhà Thanh Hóa, bắt đầu công tác tại Trạm Xuất nhập khẩu Bỉm Sơn thuộc Công ty Xuất nhập khẩu Thanh Hóa – một doanh nghiệp nhà nước của chính quyền địa phương. Ông làm việc ở đây nửa năm thì được tuyển vào Ủy ban nhân dân tỉnh Thanh Hóa, bổ nhiệm làm Chuyên viên Phòng Văn bản pháp quy thuộc Sở Tư pháp Thanh Hóa, cho đến đầu năm 1998 thì được thăng chức làm Phó Trưởng phòng Văn bản pháp quy. Trong giai đoạn này, ông còn là Bí thư Chi đoàn Thanh niên Sở Tư pháp tỉnh nhiệm kỳ 1992–2001, Ủy viên Ban Chấp hành Đảng bộ, Bí thư Chi bộ Văn bản Tuyên truyền Trợ giúp pháp lý của Sở Tư pháp trong nhiệm kỳ 1999–2001. Tháng 6 năm 2005, ông được bầu làm Ủy viên Ban Chấp hành Đảng bộ Sở Tư pháp Thanh Hóa, sau đó nửa năm vào tháng 6 năm 2006 thì rời Sở Tư pháp sau gần 15 năm công tác, được điều tới Văn phòng Ủy ban nhân dân tỉnh làm Chuyên viên phòng Tổng hợp, Thư ký Chủ tịch Ủy ban nhân dân tỉnh Thanh Hóa Nguyễn Văn Lợi. Từ tháng 8 cùng năm, ông là Phó Trưởng phòng Tổng hợp, thăng chức Trưởng phòng sau đó 1 năm. Vào tháng 3 năm 2008, Chủ tịch Nguyễn Văn Lợi được bầu làm Bí thư Tỉnh ủy, Lại Thế Nguyên tiếp tục là Thư ký Bí thư Tỉnh ủy, được bổ nhiệm làm Phó Chánh văn phòng Tỉnh ủy Thanh Hóa vào tháng 12 năm này.
Tháng 10 năm 2010, tại Đại hội Đảng bộ tỉnh Thanh Hóa lần thứ XVII, nhiệm kỳ 2010–2015, Lại Thế Nguyên được bầu làm Ủy viên Ban Chấp hành Đảng bộ tỉnh, sau đó nửa năm thì nhậm chức Chánh Văn phòng Tỉnh ủy, Bí thư Đảng bộ Cơ quan Văn phòng Tỉnh ủy Thanh Hóa từ tháng 4 năm 2011. Tháng 6 năm này, ông được bầu làm Đại biểu Hội đồng nhân dân tỉnh Thanh Hóa khóa XVI, nhiệm kỳ 2011–2016. Tháng 4 năm 2013, ông được điều về huyện Ngọc Lặc, nhậm chức Bí thư Huyện ủy Ngọc Lặc. Giữ cương vị lãnh đạo huyện 2 năm, vào tháng 6 năm 2015, ông được điều trở lại, bổ nhiệm làm Trưởng Ban Tuyên giáo Tỉnh ủy, đồng thời cũng là Trưởng Ban Văn hóa – Xã hội của Hội đồng nhân dân tỉnh Thanh Hóa.

### Lãnh đạo Thanh Hóa
Tháng 11 năm 2015, tại Đại hội Đảng bộ tỉnh Thanh Hóa lần thứ XVIII, nhiệm kỳ 2015–2020, Lại Thế Nguyên tái đắc cử Tỉnh ủy viên, được bầu vào Ban Thường vụ Tỉnh ủy, phân công làm Trưởng Ban Tổ chức Tỉnh ủy, rồi tiếp tục là Đại biểu Hội đồng nhân dân tỉnh Thanh Hóa khóa XVII, nhiệm kỳ 2016–2021, Trưởng Ban Kinh tế – Ngân sách Hội đồng nhân dân tỉnh. Bên cạnh đó, ông cũng kiêm nhiệm là Trưởng Ban Bảo vệ và chăm sóc sức khoẻ cán bộ tỉnh và Phó Chủ tịch Hội đồng Thi đua khen thưởng Tỉnh ủy Thanh Hóa. Tháng 10 năm 2020, tại Đại hội Đảng bộ tỉnh Thanh Hóa lần thứ XIX, nhiệm kỳ 2020–2025, ông được bầu làm Phó Bí thư thường trực Tỉnh ủy. Đầu năm 2021, ông ứng cử đại biểu quốc hội từ Thanh Hóa, bầu cử tại đơn vị bầu cử số 5 gồm các huyện Quan Hóa, Quan Sơn, Mường Lát, Lang Chánh, Bá Thước, Ngọc Lặc, Cẩm Thủy, Thường Xuân, rồi trúng cử Đại biểu Quốc hội khóa XV với tỷ lệ 96,53%. Trong nhiệm kỳ này, ông được phân công làm Ủy viên Ủy ban Tài chính – Ngân sách của Quốc hội và Trưởng Đoàn Đại biểu Quốc hội tỉnh Thanh Hóa.

### Phụ trách điều hành Tỉnh ủy Thanh Hóa
Theo Công văn của Văn phòng Trung ương Đảng, tại phiên họp ngày 30.8.2024, Bộ Chính trị đã ban hành Quyết định số 1529-QĐNS/TW về việc ông Đỗ Trọng Hưng, Ủy viên Trung ương Đảng, Bí thư Tỉnh ủy, Chủ tịch HĐND tỉnh Thanh Hóa thôi tham gia Ban Chấp hành, Ban Thường vụ Tỉnh ủy, thôi giữ chức Bí thư Tỉnh ủy Thanh Hóa (nhiệm kỳ 2020 - 2025), Chủ tịch HĐND tỉnh Thanh Hóa nhiệm kỳ 2021 - 2026; điều động, phân công, bổ nhiệm giữ chức Phó Trưởng Ban Tổ chức Trung ương.
Đồng thời, giao ông Lại Thế Nguyên - Phó Bí thư Thường trực Tỉnh ủy, Trưởng Đoàn ĐBQH khóa XV tỉnh Thanh Hóa điều hành công việc của Tỉnh ủy Thanh Hóa cho đến khi kiện toàn chức danh Bí thư Tỉnh ủy Thanh Hóa nhiệm kỳ 2020 - 2025 theo quy định.

### Chủ tịch Hội đồng nhân dân tỉnh Thanh Hóa
Chiều ngày 02/12/2024, tại Kỳ họp thứ 23 Hội đồng nhân dân (HĐND) tỉnh Thanh Hóa khóa XVIII, Phó Bí thư Thường trực Tỉnh uỷ Thanh Hóa Lại Thế Nguyên được bầu giữ chức Chủ tịch HĐND tỉnh.
Tại kỳ họp, Thường trực HĐND tỉnh Thanh Hóa đã giới thiệu đồng chí Lại Thế Nguyên, Phó Bí thư Thường trực Tỉnh ủy, Trưởng Đoàn ĐBQH tỉnh để HĐND tỉnh bầu giữ chức Chủ tịch HĐND tỉnh (khóa XVIII) nhiệm kỳ 2021-2026.
Kết quả, 100% đại biểu HĐND tỉnh có mặt đã bỏ phiếu bầu đồng chí Lại Thế Nguyên giữ chức Chủ tịch HĐND tỉnh (khóa XVIII) nhiệm kỳ 2021-2026.

## Khen thưởng
- Huân chương Lao động hạng Ba, 2019;